# Diaea delata
Diaea delata är en spindelart som beskrevs av Karsch 1880. Diaea delata ingår i släktet Diaea och familjen krabbspindlar. Inga underarter finns listade i Catalogue of Life.